# Can Manau
Can Manau és un mas deshabitat que pertany al veïnat de Can Serra, a la vila d'Anglès (Selva) inclòs en l'Inventari del Patrimoni Arquitectònic de Catalunya.
Aquesta edificació es troba a 180 metres sobre el nivell del mar, inicialment als afores (sud) de la vila, però actualment absorbida pel barri de Can Serra.

## Descripció
Es tracta d'una masia de dues plantes i golfes i coberta amb una teulada a dues aigües de vessants a laterals i cornisa catalana. De la façana principal destaca el portal d'accés en la planta baixa. Aquest es caracteritza pel fet que consta de llinda monolítica en la qual s'observa la inscripció: 17 + 82 JOAN PONS Y PU(?)C Y CAVILA
En la primera planta s'hi troben quatre obertures rectangulars bastant irrellevants, ja que no han rebut cap tractament particular. Pel que fa al segon pis, el qual desenvolupa les tasques de golfes, s'hi troben quatres obertures d'arc de mig punt, confeccionant dues finestres dobles. Les del sector esquerre són de mida similar i l'arc de mig punt està confeccionat amb pedra, mentre que les de la dreta són de mida dispar. En els carcanyols i coronaments d'aquestes dues finestres dobles, afloren la presència dels cairats de fusta.
L'immoble ha experimentat diverses ampliacions en ambdós costats de la casa: amb un garatge a la dreta i un nou cos i magatzem a l'esquerra.
Actualment Can Manau és un mas privat amb ús residencial, malgrat es troba en desús i en estat de creixent enrunament.